# نسوک
نسوک (به لاتین: Nsok) یک شهرداری در گینه استوایی است که در Kié-Ntem Province واقع شده‌است. نسوک ۴٬۶۲۰ نفر جمعیت دارد.